# Sima Liang
Sima Liang (司馬亮) (mort el 291 EC), nom estilitzat Ziyi (子翼), formalment el Príncep Wencheng de Ru'nan (汝南文成王), va ser un regent de curta durada durant el regnat de l'Emperador Hui a la Dinastia Jin (265-420). Va ser el primer dels vuit prínceps normalment associats amb la Guerra dels Vuit Prínceps.

## Biografia
Sima Liang era el quart fill de Sima Yi, de la seva concubina, la Dama Fu. Durant les regències de Cao Wei i els seus germans majors Sima Shi i Sima Zhao, ell va exercir com a funcionari de nivell mitjà. Després que el seu nebot Sima Yan va pujar al tron com l'Emperador Wu de Jin, posant fi a l'estat de Cao Wei i començant la dinastia Jin, Sima Liang va ser creat com el Príncep de Fufeng i en va ser posat a càrrec dels comandaments militars de les províncies Qin (秦州, l'actual est de Gansu) i Yong (雍州, l'actual Shaanxi central i del nord). En el 270, després que el seu subordinat, el general Liu Qi (劉旂) fóra derrotat pel rebel Xianbei Tufa Shujineng, Sima Liang va tractar que perdonaren la vida Liu assumint la culpa; la vida de Liu va ser perdonada, però Sima Liang va perdre el seu post com a resultat.
Malgrat això, Sima Liang era molt respectat en el clan imperial Jin per les seves virtuts, inclosa la seva devoció filial per la Princesa Vídua Fu. A causa d'açò, l'emperador Wu el va posar a càrrec de vigilar el comportament dels prínceps imperials, per corregir-los i reprendre-los quan fóra necessari, per fer que anaren drets.
En el 277 EC, l'Emperador Wu va traslladar la principalitat de Sima Liang a Ru'nan i el va posar a càrrec dels comandaments militars de la Província de Yu (豫州, avui en dia l'est de Henan). Amb tot, aviat va fer cridar de nou a Sima Liang a la capital per servir com assessor d'alt nivell.
Com l'Emperador Wu va emmalaltir greument en el 289, ell va pensar al voltant de a qui fer regent. Ell va considerar pel càrrec tant al pare de l'Emperadriu Yang Zhi, Yang Jun, com a Sima Liang. Arran d'això, Yang Jun va començar a ésser temerós de la posició favorable Sima Liang i el va enviar a un post a la ciutat clau de Xuchang. Diversos altres prínceps imperials també eren destinats a altres ciutats claus de l'imperi. Pel 290, l'Emperador Wu dilucidà de permetre a Yang Jun i a Sima Liang compartir la regència, però després d'haver escrit la seva voluntat Yang Jun es va fer amb ella, promulgant en lloc una altra voluntat en la qual Yang acabava sent nomenat com l'únic regent. L'Emperador Wu va morir aviat i el Príncep Hereu Zhong el va succeir al tron com l'Emperador Hui. Per aleshores, Sima Liang no s'havia anat encara Xuchang, però era temerós de Yang Jun, i és així que no va atrevir-se a assistir a la vetla de l'Emperador Wu. Yang seguia estant sospitós sobre que Sima Liang podria estar pensant en un colp d'estat, així que va preparar les seves tropes per atacar a Sima Liang. (De fet, el ministre de Justícia He Xu (何勗) suggerí a Sima Liang d'enderrocar Yang, però Sima Liang ho va refusar.) Per tal d'evitar una confrontació militar amb Yang, Sima Liang immediatament va marxar de Xuchang.
Més tard l'Emperadriu Jia Nanfeng, l'esposa de l'Emperador Hui, juntament amb germà del seu marit (l'Emperador Hui), Sima Wei, el príncep de Chu, va derrocar i matar-hi a Yang en colp d'estat efectuat en la primavera del 291, Sima Liang, com el més respectat dels prínceps imperials, va ser cridat per tornar a la capital Luoyang per servir com a regent, juntament amb Wei Guan. Per apaivagar a aquells que es podrien haver emprenyat i havien enderrocat a Yang Jun, Sima Liang va promoure àmpliament a les persones que havien participat en el complot, i més d'un miler d'homes van ser creats com marquesos. Ell i Wei, això no obstant, van tractar d'endreçar i redreçar, però l'Emperadriu Jia continuava interferint en els afers de govern. També es van començar a preocupar pel geni violent de Sima Wei i per la qual cosa van tractar de despullar-lo del seu comandament militar, però Sima Wei aconseguí persuadir a l'Emperadriu Jia per mantenir el seu comandament. Els ajudants de Sima Wei, Qi Sheng (岐盛) i Gongsun Hong (公孫宏), posteriorment li van posar un capçal a Sima Liang i Wei dient-li a l'Emperadriu Jia que aquests planejaven deposar l'emperador. L'Emperadriu Jia, que ja tenia un ressentiment amb Wei per haver aquest, durant el regnat de l'Emperador Wu, suggerit que l'emperador canviés la seva tria d'hereu, també volia un control més directe sobre el govern i, per tant, decidí de fer un segon colp d'estat.
En l'estiu del 291, l'Emperadriu Jia va fer a l'Emperador Hui escriure un edicte a Sima Wei, ordenant-lo de desposseir a Sima Liang i Wei dels seus càrrecs. De manera que les seves forces van envoltar les mansions de Sima Liang i Wei, i mentre els subordinats d'ambdós homes recomanaven la resistència, tots dos van desestimar eixa possibilitat i van deixar que els capturaren. En contra del que deia l'edicte, els dos foren passats per les armes—Sima Liang amb el seu hereu Sima Ju (司馬矩) i Wei amb nou dels seus fills i nets. (En un principi, els soldats van respectar a Sima Liang i no es van atrevir a matar-lo, i de fet, mentre estava assegut en el carruatge de presoners, semblava clar que estava patint per la calor, i als transeünts se'ls va permetre usar ventalls per tractar d'alleujar el seu sofriment. Només després que Sima Wei va emetre una ordre, dient que tot aquell que s'atrevira a llevar-li el cap a Sima Liang rebria una gran suma de seda com a recompensa, va haver algú va dur a terme l'execució.) Més tard l'Emperadriu Jia, preocupada per l'augment de poder de Sima Wei, va declarar falsament llavors que l'edicte havia estat falsificat per Sima Wei, i així el pogué manar a ajusticiar. Sima Liang seria honrat de forma pòstuma a posteriori.